# Элокояол
Элокояол — река на северо-западе Камчатского края в России.
Длина реки — 21 км. Протекает по территории Пенжинского района. Впадает в Пенжинскую губу Охотского моря.
Название в переводе с коряк. элокоялвын — «оленьи хлысты».
По данным государственного водного реестра России относится к Анадыро-Колымскому бассейновому округу.